# Храм Иоанна Воина на Якиманке
Храм Свято́го Иоа́нна Во́ина на Якима́нке — православный храм в районе Якиманка города Москвы. Входит в состав Москворецкого благочиния Московской епархии Русской православной церкви.
Главный престол в честь мученика Иоанна Воина.
Здание храма возведено в 1704—1713 годах, в царствование Петра Великого. Предполагаемый автор проекта — архитектор Иван Зарудный.

## История
Низменности между современной улицей Большой Якиманкой и Москвой-рекой регулярно затопляло весной, там проживали стрельцы, поляки и обычные крестьяне.
В 1709 году Петр I, изучив ущерб, нанесённый в результате наводнения, заметил разрушения церкви Святого Иоанна, находившейся тогда ближе к реке, и повелел соорудить новый храм в более безопасном месте — в память о Полтавской битве; согласно преданию, новый храм возвели по чертежу самого царя.

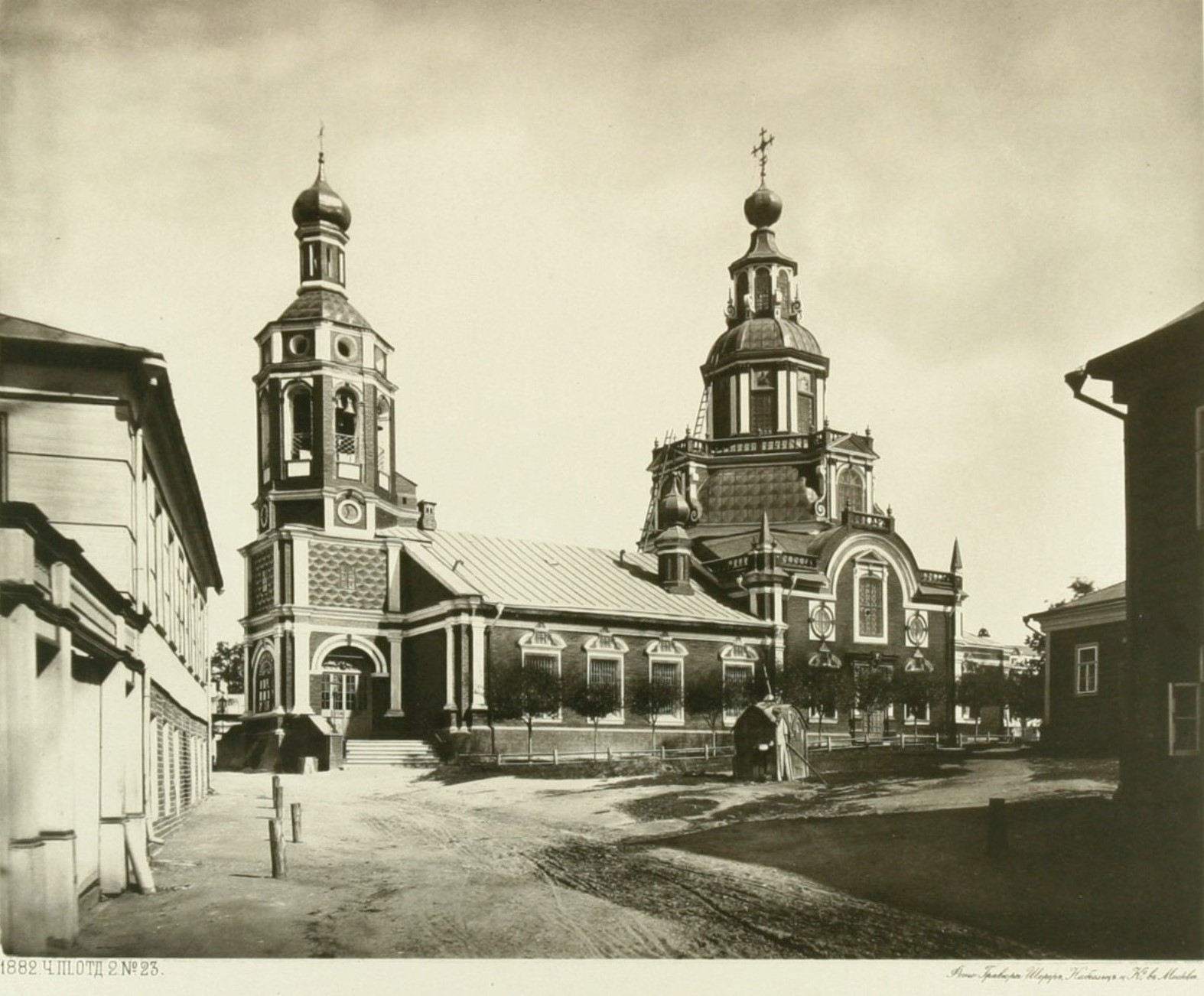
Фотография из альбома Николая Найдёнова, 1882 год

В 1711 году была завершена строительством трапезная с южным приделом; освящение всего храма совершено 12 июня 1717 года экзархом митрополитом Рязанским Стефаном Яворским. В 1759 году закончен северный придел.
Кованая узорная ограда на кирпичном фундаменте была возведена в 1754—1758 годах (восточная её сторона в 1984 году была значительно придвинута ближе к храму вследствие расширения улицы; ограда с южной стороны возникла ещё позже, после сноса стоявшего там дома).
В 1785—1796 годах в храме служил иерей Матвей Десницкий − будущий митрополит Новгородский и Санкт-Петербургский Михаил. Уже в молодые годы он получил известность как проповедник.
В 1779—1791 годах церковь была украшена Гавриилом Доможировым (фрески) и Василием Баженовым (иконостас); эти произведения были утрачены в 1860-х годах. В 1928 году церковь была оборудована иконостасом из разрушенной церкви Трёх Святителей у Красных ворот.
С 1906 до своей гибели в мае 1922 года настоятелем храма был протоиерей Христофор Надеждин. При нём в 1912 году храм отметил своё 200-летие − литургию по случаю юбилея и храмового праздника 30 июля совершил митрополит Московский и Коломенский Владимир. В 1922 году протоиерей Христофор был обвинён в «противодействии изъятию церковных ценностей» и расстрелян в числе некоторых иных лиц московского духовенства по приговору Московского революционного трибунала. (Прославлен в лике Собора новомучеников и исповедников Российских в 2000 году).
Храм никогда не закрывался для богослужения и не был в обновленчестве.
В 1930-е годы некоторые святыни из закрытых или уничтоженных соседних церквей были помещены здесь; одним из них был закрытый храм Марона Пустынника в Старых Панех, настоятель которого Александр Воскресенский в 1930 году стал настоятелем храма Иоанна Воина († 1950).
По воспоминаниям Никиты Кривошеина:

Осенью 1952 г. я оказался в Москве студентом, и благодаря покойной Нине Константиновне Бруни (дочери Константина Бальмонта) нашёл дорогу в храм Иоанна Воина на Якиманке. Там были службы и пение — как в парижское отрочество. Там — не помню как вышло — я изумлённо слушал богохульственную панихиду «Со святыми упокой… Господи, душу раба твоего Иосифа…» Месяц спустя, в Великую пятницу утром, сообщили о прекращении дела врачей-отравителей. Прихожанин этого храма Иван Бруни с уверенностью сказал: «Наши скоро вернутся!» (из Воркуты и Тайшета). В этой церкви я свыкся с «коллективными исповедями» (так легко отвечать «грешен» на все вопросы батюшки), привык к совмещениям в одном пространстве и времени главных событий жизни: у алтаря шли венчания, в приделах конвейерные крещения и одновременно — серийные отпевания… Освоить надо было и отгороженность, почти недоступность священников. Мучительнее всего — не боюсь слова — было сохранить в себе неосознанную надежду и слушать, как настоятель совсем нередко читал Патриаршие послания насчёт Кореи, потом Вьетнама, Мира во всём мире и империализма…

## Архитектура
Архитектура здания объединяет элементы стилей московского барокко с украинским барокко и европейское влияние, распространённое в русской архитектуре во времена Петра. Архитектор остался неизвестным; сходство с Меншиковой башней предполагает работу Ивана Зарудного. Главное здание представляет собой традиционный московский восьмиугольник в квадрате (восьмерик на четверике), однако в этом случае представлены два коаксиальных восьмиугольника, каждый венчает половину купола.

## Святыни
Южный придел храма — во имя мучеников Гурия, Самона и Авива; северный — святителя Димитрия Ростовского; приставной — великомученицы Варвары; в храме также чтимая икона и часть перста последней из Варваринского храма на Варварке, частицы мощей свыше 150 угодников Божиих в ковчегах и в иконах.
В храме, кроме того, замечательны иконы Иоакима и Анны («Зачатие святыя Анны, егда зачат Пресвятую Богородицу») с клеймами — в северном приделе (была принесена из разрушенного храма Иоакима и Анны), и Спасителя «Великаго Совета Ангел» — пред солеёй главного алтаря, рядом с также весьма почитаемой храмовой иконой мученика Иоанна Воина.

## Духовенство
- Епископ Павлово-Посадский Силуан — настоятель храма
- Протоиерей Геннадий Героев — помощник настоятеля храма
- Протоиерей Георгий Мезенцев
- Протоиерей Алексей Палинов
- Иерей Антоний Смирнов
- Диакон Даниил Семин
- Диакон Иоанн Макаров[8].

## В искусстве
- На территории храма снимался ряд сцен российского фильма 2023 года «Страсти по Матвею»[9].